# 4-й Киевский корпус Украинской державы
4-й Киевский корпус (4-й К.к. Укр.д., укр. 4-й Київський корпус)— воинское соединение в Армии Украинской Народной Республики, созданное 17-29 апреля 1918 года (после 29 апреля 1918 в Армии Украинской державы) в Киевской губернии во время Гражданской войны в России. Управление корпуса являлось управлением военного округа и соответственно командир корпуса имел права командующего войсками военного округа.

## Предыстория
1918 год
Германские войска оккупировали Киевскую губернию. Губернская, уездная и волостная администрации, которые оставались верной руководству УНР, на самом деле утратили всякую связь с ним и оказалась под влиянием оккупационного военного союзного командования.
17 апреля началось формирование 4-го Киевского корпуса с управлением корпуса в Киеве. Одновременно в губернии формировались органы военного управления военного округа.

## История
Армия Украинского государства создавалась на Украине после прихода к власти 29 апреля 1918 гетмана Скоропадского. В числе создававшихся восьми корпусов был и 4-й корпус, со штабом в Киеве. Полки корпуса представляли собой «украинизированные» в 1917 году части Революционной армии свободной России с прежним офицерским кадром. Германо-австрийское командование взяло под свой контроль формирование украинских воинских частей. Военное министерство продолжило создание армии, положив в основу план Военного министерства У.Н.Р.
Состав на 1 мая:
- Управление корпуса в г. Киев (губернский город Киевской губернии)
- 7-я пешая дивизия
  - 19-й пеший полк
  - 20-й пеший полк
  - 21-й пеший полк
- 8-я пешая дивизия
  - 22-й пеший полк
  - 23-й пеший полк
  - 24-й пеший полк
- 4-й авиадивизион (см.Авиация Украинской державы)[4]

В оперативном подчинении авиадивизион корпуса был у Инспекции авиации Киевского района. Авиаторам предстояла большая работа по техническому оснащению дивизиона. Далеко не все самолёты украинские специалисты могли использовать в воздухе. В Киеве создавалась авиационная школа. В Виннице должна была разместиться эскадра тяжёлых самолётов «Илья Муромец», ранее находившаяся в Революционной армии свободной России.

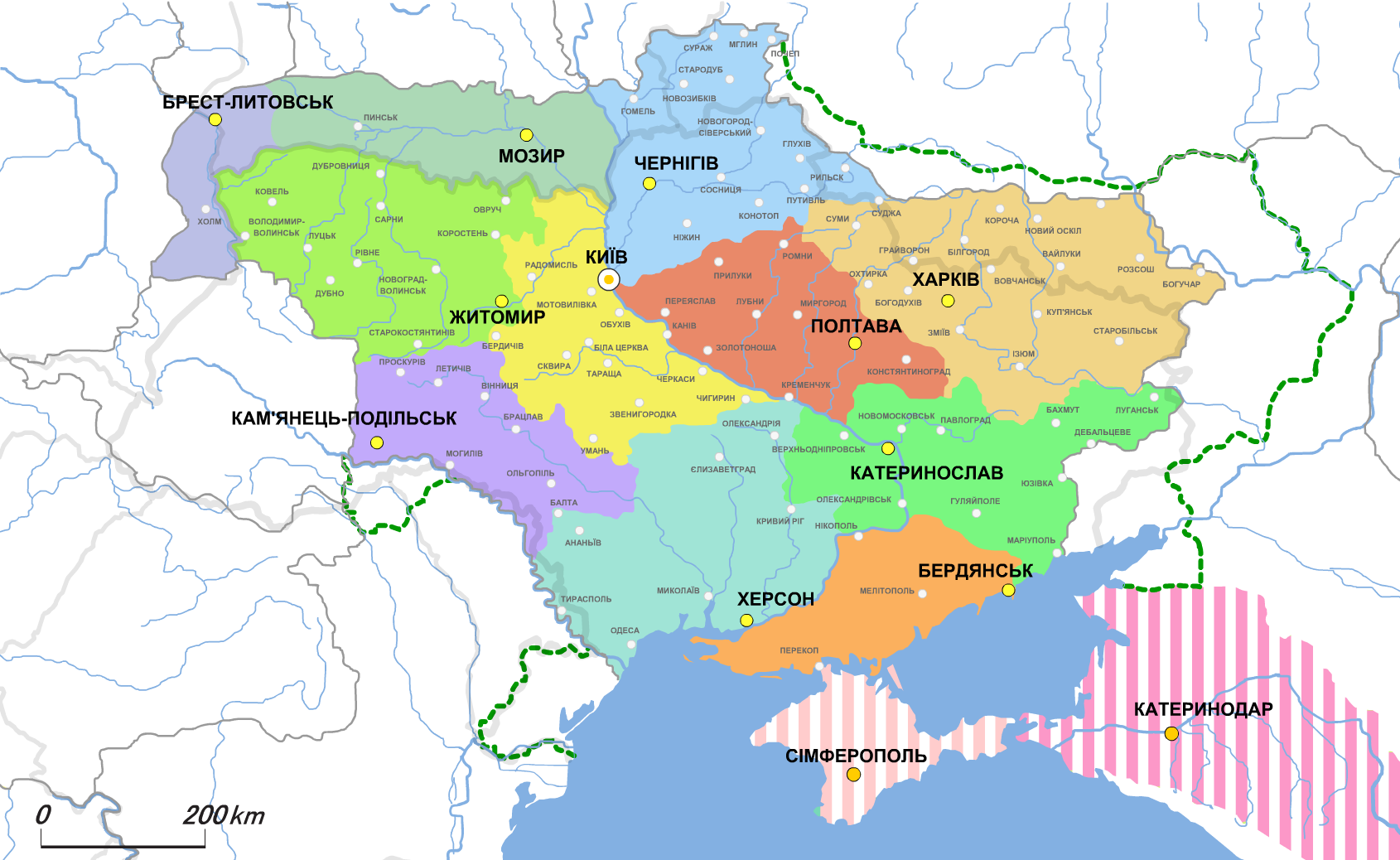
Административно-территориальное деление. Зелёная пунктирная линия — территориальные претензии.

24 июля Совет министров Украинской державы принял Закон о всеобщей войсковой повинности и утвердил План организации армии, подготовленный Генеральным штабом. 8 корпусов, которые составляли костяк армии, должны были формироваться по территориальному принципу. 4-м корпусом должен был стать Киевский.,
Соединения и воинские части комплектовались офицерами, ранее проходившими службу в Российской Императорской Армии и Революционной армии свободной России.
После окончания формирования Вооружённые силы Украинской державы состояли из 8 корпусов, являвшихся одновременно и военными округами: 1-й — Волынский, 2-й — Подольский, 3-й — Одесский, 4-й — Киевский, 5-й — Черниговский, 6-й — Полтавский, 7-й — Харьковский, 8-й — Екатеринославский. Корпуса включали пешие дивизии с 1-й по 16-ю, 54 пехотных и 28 кавалерийских полка, 48 полевых артиллерийских полков, 33 тяжёлых артиллерийских полка, 4 конно-артиллерийских полка.
16 ноября началось возглавленное Директорией УНР восстание против гетмана П. П. Скоропадского. Восставшими войсками Украинской державы командовал С. В. Петлюра.
В армии произошёл раскол и началась «Украинская гражданская война». Раскол потряс Военное и Морское министерства.,
Сторонниками русской Добровольческой армии под командованием генерала А. И. Деникина становились преимущественно генеральские чины и старшие офицеры — полковники и подполковники, а сторонниками бывшей Украинской Народной Республики становились молодые офицеры, большинство из которых закончили украинские инструкторские школы, созданные в революционные годы. 7-я пешая дивизия 4-го корпуса, Отдельная Сердюкская дивизия, Инструкторская школа старшин и другие части, которые дислоцировались в Киеве, по приказу командования выступили на фронт против восставших отрядов и войск Директории УНР. Однако уже на позициях в Днепровке их командиры подписали мир с командованием Сечевой дивизии и Черноморской дивизии, и благодаря этому обстоятельству участия в боях с войсками Директории УНР не приняли.
21 ноября войска Директории взяли Киев в осаду. После длительных переговоров с германскими войсками в городе стороны пришли к договорённости, что петлюровцы не будут препятствовать выводу из Киева германских войск. Граф генерал-лейтенант Ф. А. Келлер, проживавший в г. Киеве и сотрудничавший с гетманом П. П. Скоропадским, взял на себя руководство обороной Киева.
После непродолжительной «Украинской гражданской войны 16 ноября — 14 декабря», 14 декабря гетман П. П. Скоропадский отдал приказ о демобилизации защитников Киева и отрёкся от власти.,
14 декабря г. Киев был взят войсками С. Петлюры, которые, войдя в город учинили жестокую расправу над русскими офицерами и солдатами армии Украинской державы, не успевшими или отказавшимися снять знаки различия. Был убит и граф генерал-лейтенант Ф. А. Келлер, отказавшийся скрываться. Был расформирован и 4-й Киевский корпус.

## Полное наименование
4-й Киевский корпус

## Состав
На 1 мая 1918:
- Управление корпуса в Киеве
- 7-я пешая дивизия
  - 19-й пеший полк
  - 20-й пеший полк
  - 21-й пеший полк
- 8-я пешая дивизия
  - 22-й пеший полк
  - 23-й пеший полк
  - 24-й пеший полк